# 奥齐·奥斯本
約翰·麥可·“奧茲”·奧斯本（英語：John Michael "Ozzy" Osbourne，1948年12月3日—2025年7月22日），是一位英國的摇滚／重金屬歌手、詞曲作家、電視演員。他以擔任重金属始祖之一的黑色安息日樂團主唱而成名，該樂團開創了黑暗沉重的聲音，對重金属音樂的影響非常深遠。奧茲的成就和長青的音樂生涯使他獲得“重金属音樂教父”的非正式頭銜。
奧茲於1979年退出黑色安息日，展開成功的單飛生涯，發行11張錄音室專輯，前7張都在美國獲頒白金唱片認證。他也多次和黑色安息日重聚。他多年來以黑色安息日成員與個人生涯中，唱片總銷量已經超過1億張。在2000年代早期，奥斯本在MTV的真人實境秀節目與家人出演，成為電視明星。
奧茲在音樂上的貢獻，獲得多個獎項與榮譽，如葛萊美獎「最佳金屬樂演奏獎」、新音樂快遞音樂獎「年度英雄獎」、英國音樂名人堂終身會員、搖滾名人堂終身會員、「史上百大經典重金屬主唱」、VH1頻道「搖滾榮耀」、經典搖滾榮譽榜「當代傳奇獎」、《告示牌》雜誌「傳奇演出獎」、男性票選大獎「文學成就獎」等等。2007、2011與2012年，擔任美國獨立音樂獎評審委員。

## 生平

### 出生、家庭與音樂啟蒙
1948年，奧茲出生在英國的西米德蘭茲郡的大型工業城市伯明罕城郊的馬斯頓格林婦產科醫院，他們家位於全市犯罪率最高的阿斯頓區。父親約翰·湯瑪斯·奧斯本是個工具匠，在威頓區的英國通用電氣公司工具製造廠上夜班。母親莉蓮是個天主教徒，但並非宗教狂熱者，她在盧卡斯工廠上日班。奧茲在家中是長子、排行第四。三個姐姐是珍、伊麗絲和吉莉安，和兩個名叫保羅和東尼的弟弟。
他在念艾伯特親王初等與幼兒國家學校時被取了綽號「奧茲」，當時沒人知道他有失讀症，包括他自己。中學就讀於樺木道現代中學，認識了高年級學長東尼·艾歐密。那時他參加過學校的戲劇表演，並且在14歲時聽到披頭四的〈她愛你〉，對他具有音樂啟蒙的意義。他在2011年的紀錄片《天佑奧茲奧斯本》中表示：「我在收音機裡聽到〈她愛你〉時，當一個搖滾明星就成為我的夢想了」。
15歲畢業後，陸續做過鉛管工學徒、汽車零件廠工人、汽車喇叭調音員和屠宰場工人，因偷竊、惡作劇和古怪行為屢次被辭退。1966年18歲生日前夕，他闖入莎拉·克拉克服飾店偷竊衣物和電視，被法院判罰40英鎊。後因父親拒絕替他繳納罰金，依「破壞並且闖入偷竊價值25英鎊的物品」罪名進入伯明罕HM監獄服刑六周。那年冬天出獄後，他在環道唱片行的窗戶上貼廣告，寫著「OZZY ZIG需要舞台。我有經驗，有自己的音控。地址在小屋道14號」。

### 加入黑色安息日
1967年底，吉澤·巴特勒組成的第一支樂團罕見品種，透過廣告單找來奧茲接第二任主唱。但該團的編制除他們兩人外一直在變動，且樂團活動毫無起色，便以解散告終。1968年，東尼·艾歐密和比爾·沃德憑廣告單來到奧茲的家找他，之後也找上巴特勒，最終形成新樂團 - 地球。經過一段日子的練團和演出，東尼觀察到劇院上映恐怖片時非常賣座，便決定拋棄藍調，改作厚重、陰沉的搖滾樂。他們很快創作出具有三全音即興重複段、黑暗歌詞和驚悚曲風的歌曲〈黑色安息日〉。
1969年8月，在演出時發現團名地球跟別人撞名，於是根據他們寫的曲子改為黑色安息日。隨後，透過其他樂手認識了獨立A&R公司，進而錄製〈邪女〉的翻唱版本。1970年，樂團獲得剛成立的迷魂唱片的錄音合約，之後黑色安息日翻唱的〈邪女〉登上BBC廣播一台播放。2月13日，發行首張專輯《黑色安息日》，登上英國專輯排行榜第8名和告示牌榜單第23名，年終總計在全球賣出超過一百萬張。這張專輯標誌著重金屬音樂的誕生：低沉邪惡的吉他、黑暗的鼓點節奏、和奧茲陰森詭異的歌聲。同年推出的第二張專輯《偏執狂》登上英國專輯排行榜第1名和告示牌200大專輯榜第12名。
這個時期，奧茲遇見他未來的妻子莎朗·亞頓。當時他們的第一張專輯意外成功後，黑色安息日正在考慮莎朗的父親唐·亞頓擔任樂團經紀人，莎朗則在辦公室替父親接待他們。奧茲回憶說：「當時我穿著睡衣、沒穿鞋，她可能以為我是瘋子。我說了個笑話逗她，那是我一生中看過最美的笑容」。奧茲表示後來選擇唐做經紀人最大的好處就是可以經常看到莎朗，雖然他們的關係是建立在事業上。不過，最終黑色安息日選擇由吉姆·辛普森擔任經紀人。1970年8月，換成帕特·米漢。
1971年7月21日，發行第三張專輯《現實之王》，同時在美國和英國登上前十名，兩個月內售出超過2百萬張，獲雙白金唱片認證。這張專輯銷量突出，但當時《滾石》雜誌給予了著名的負面評價：「幼稚、簡單、重複」。三十年後，該雜誌更改了評價，將它列入「史上最偉大的五百張專輯」中。1972年9月25日，發行第四張專輯《第四輯》，樂評依舊不屑一顧，但銷量在一個月內就獲得金唱片認證。黑色安息日四次在美國發行專輯全都賣破一百萬張。
1971年，奧茲在伯明罕的蘭姆酒走私者酒吧遇見在那上班的塞爾瑪，奧茲與她租屋同居。1971年底登記結婚，並很快生了兩個孩子：潔西卡和路易斯。奧茲後來表示那次婚姻是一個「可怕的錯誤」。因為他經常不在家，隨著樂團巡演，並嚴重酗酒、吸食毒品（古柯鹼、安非他命、巴比妥類藥物、大麻）。他在紀錄片與自傳中表示：「酗酒讓我變得充滿暴戾之氣，我不是個好父親、好丈夫，她不應該活受罪，我真是個他媽的夢魘」。他坦承甚至不記得孩子的出生。
1973年12月1日，發行第五張專輯《血腥安息日》，這一次，黑色安息日獲得主流媒體的一致好評。《滾石》雜誌評論：「非常扣人心弦」。線上音樂資料庫Allmusic評論：「這是一張傑作，重金屬的經典」。黑色安息日已連續拿了五張白金唱片認證。1975年，經紀人換成唐·亞頓。7月28日，發行第六張專輯《破壞者》，《滾石》雜誌評論：「這可能是他們有史以來最好的作品」。Allmusic則評論：「黑色安息日以前神奇的化學反應已開始崩解」。1976年9月25日的第七張專輯《工業迷幻》，評價也褒貶不一，Allmusic指出：「樂團以驚人的速度瓦解」。

### 退出黑色安息日
1975年，成員間已開始出現矛盾。東尼抱怨沒有私人時間、吉澤對填詞感到厭煩，以及不停醉酒嗑藥的奧茲，他開始醞釀名為「奧茲暴雪」的單飛計畫。他們還面臨著收入糾紛、稅務問題、法律訴訟等各種壓力。1977年11月，奧茲宣布退出，東尼找了戴夫·沃克來遞補主唱。三周後，在其他成員要求下，奧茲回來與黑色安息日錄製新作品。奧茲說：「很顯然，樂團裡有些東西已經改變了，尤其是我和東尼的關係，我們完全不想和對方溝通」。他們為了避稅而到加拿大錄音，花了五個月時間才完成。1978年5月，展開宣傳新專輯的巡演，由美國新組成的樂團范海倫固定暖場。充滿活力的范海倫和顯露疲態的黑色安息日出現了鮮明對比，樂評認為他們大勢已去。9月28日，發行第八張專輯《永不言敗！》。
1979年，回到錄音室後，成員間仍存在矛盾與衝突。東尼一遍又一遍的要求奧茲重唱，產生爭執。4月27日，奧茲被黑色安息日開除，因東尼認為他整天嗑藥、浪費其他人時間。奧茲後來在自傳中表示：「嗑藥喝酒是整團都在幹的事，不是你嗑就是我嗑、或是整團都在嗑。不過我已經不在乎了，這樣對大家都好」。主唱位置由前彩虹的羅尼·詹姆斯·迪歐取代。東尼也在自傳中表示，奧茲因為過量的喝酒嗑藥，出了無數次的糗。還說早在學生時期就不喜歡他。

### 成為獨唱歌手

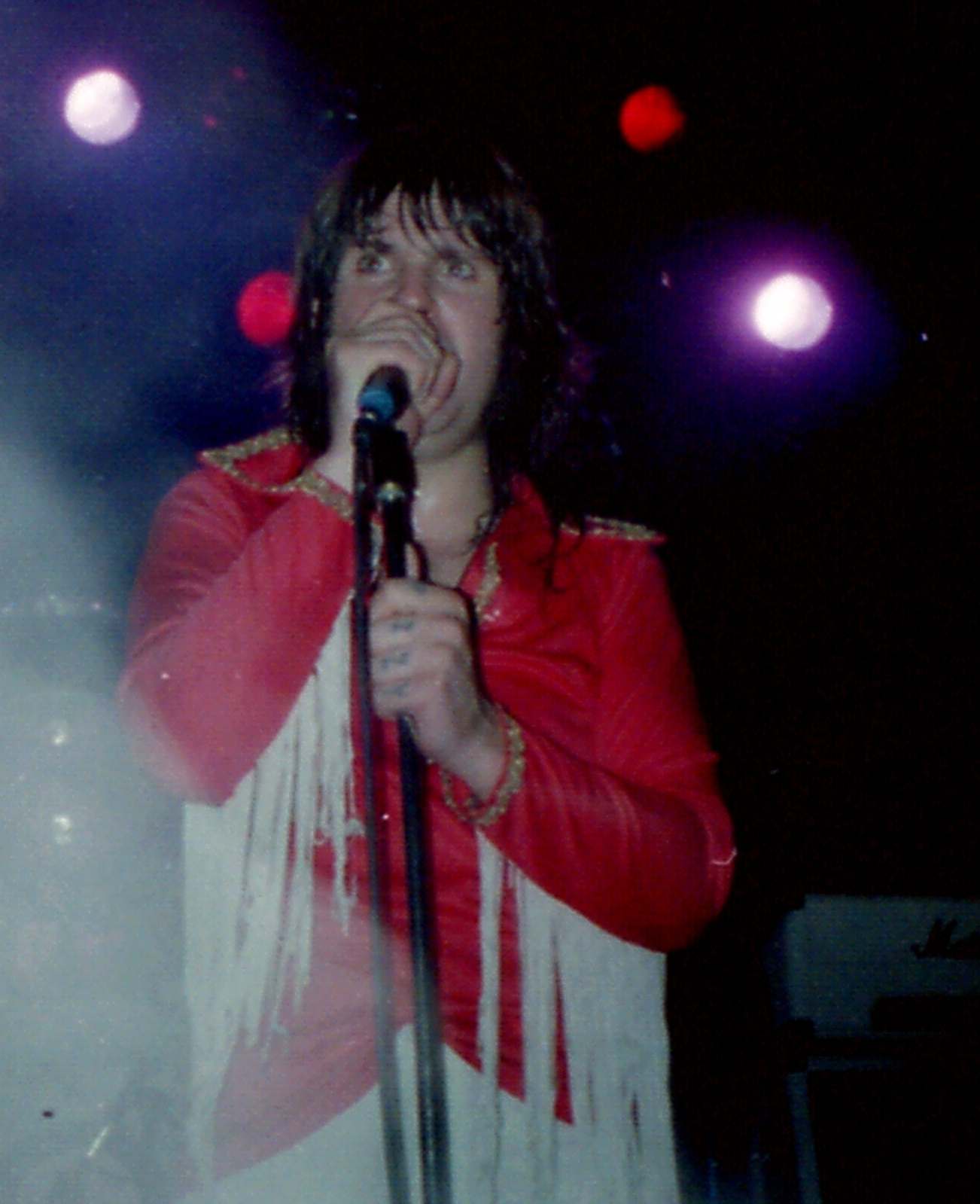
1980年的奧茲

離開黑色安息日後，奧茲就待在洛杉磯的旅館喝酒嗑藥，旅館費由唐的噴射機唱片公司買單。唐為保護他的投資，請女兒莎朗到旅館替他張羅。最初，唐勸他回黑色安息日，後來他試圖說服奧茲組一個新團並取名為安息日之子，然而奧茲排斥這個主意。莎朗說服奧茲和蓋瑞·摩爾組團，他也不願意。最終，雙方同意發行一張個人專輯。
1979年底，莎朗與奧茲開始徵選樂手，最終成員為：鼓手李·萊克（前尤拉希普成員）／貝斯手鮑勃·戴斯利（前彩虹、尤拉希普成員）／鍵盤手唐·艾瑞（前彩虹、後來成為深紫成員）／吉他手蘭迪・羅茲（前悄聲暴動成員）。在唐的管理下，奧茲與他的新樂團「奧茲奧斯本」開始單飛生涯。

奧茲獨唱活動的官方標誌，使用於1980年至1986年

1980年9月20日，奧茲發行第一張個人專輯《奧茲暴雪》，登上英國專輯排行榜第7名、告示牌200大專輯榜第21名，這張專輯代表他的單飛計畫相當成功，發行數年後獲頒4×白金唱片認證。
奧茲開始了巡演，由莎朗擔任樂團經紀人，奧茲表示：「對我來說，如果不是有她一直在旁努力和督促，我懷疑我是否依然能夠得到今天的成就」，他坦承當時已經出軌。在巡演中，鼓手李·萊克和貝斯手鮑勃·戴斯利因非常計較演出酬勞，被奧茲開除。一段時間後，鼓手由湯米·亞德里奇、貝斯手由魯迪·薩爾接任。1981年11月7日，發行第二張個人專輯《狂人日記》，登上英國專輯排行榜第14名，奧茲說這是他最喜歡的個人專輯。蘭迪・羅茲被《滾石》雜誌列入「史上100個最偉大吉他手」。1981年底，奧茲和塞爾瑪離婚。

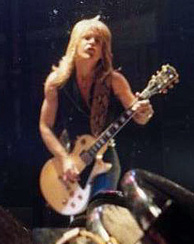
英年早逝的蘭迪・羅茲（1956 - 1982）

1982年3月19日，樂團巴士前往奧蘭多途中，停靠在利斯堡巴士站，司機安德魯·艾考克偷竊旁邊小型機場中的一架輕型飛機，並載了吉他手蘭迪和化妝師瑞秋一同飛行。最後機翼擦撞巴士的側面，掠過後方樹林並墜毀在一所豪宅的車庫裡，飛機爆炸燃燒、三人當場死亡。鍵盤手唐·艾瑞是樂團唯一的目擊者，當時奧茲、莎朗和其他人員正在巴士內睡覺，他親身經歷親密夥伴的死亡悲劇而情緒崩潰，巡演延期了兩周。
蘭迪逝世後，前後由吉他手伯尼·托默和布萊德·吉利斯支援剩餘的巡迴演出。途中，奧茲和莎朗在夏威夷結婚。他們離開噴射機唱片，買斷了合約，並成立自己的公司。11月27日，發行現場專輯《惡魔語錄》。1982年，奧茲幫我思錄製了單曲〈搖搖你的頭〉，當時未成名的瑪丹娜在背景和聲。1983年，新吉他手傑克·李（前鼠王、亂剪成員）加入。11月15日，發行第三張個人專輯《對月咆哮》，登上告示牌200大專輯榜第19名，在美國售出三百萬張。隨後奧茲展開新專輯巡演，由克魯小丑擔任固定暖場團。
1984年10月，奧茲被妻子送到加州貝蒂·福特中心勒戒酒癮和毒癮，醫生發現他有上癮型人格和強迫症。1985年，樂團到巴西參加第一屆里約搖滾音樂節。7月13日，到美國費城參加拯救生命慈善演唱會，奧茲和黑色安息日同台演出。11月，在一次人類免疫缺陷病毒檢測後，醫生發現奧茲的免疫系統已完全停擺，且血液中的酒精和古柯鹼含量已達致死等級。
1986年2月22日，發行第四張個人專輯《終極之罪》，登上英國專輯排行榜第8名、告示牌200大專輯榜第6名，獲頒2×白金唱片認證。1987年，吉他手傑克·李退出。3月19日，發行紀念蘭迪・羅茲的現場專輯《悼念》，登上英國專輯排行榜第13名、告示牌200大專輯榜第6名。同年，新吉他手扎克·懷德加入。
1988年9月28日，發行第五張個人專輯《無盡之惡》，登上英國專輯排行榜第23名、告示牌200大專輯榜第13名。隨後，前黑色安息日貝斯手吉澤·巴特勒加入了奧茲的樂團。1990年3月17日，發行迷你專輯《說奧茲啊》。
奧茲的商業成功持續進入90年代。1991年9月17日，發行第六張個人專輯《不再流淚》，登上英國專輯排行榜第17名、告示牌200大專輯榜第7名，獲頒4×白金唱片認證。新曲〈媽媽，我回來了〉成為MTV和各電台的熱播，它開始吸引許多音樂人和奧茲合作。此時奧茲表示，他對25年來的頻繁巡演感到疲憊，宣布將要退休。他說：「我好像在老鼠迴圈裡，一直重覆著專輯和巡迴，無窮無盡，永遠看不到工作有結束的一天」。1993年6月28日，發行現場專輯《最終現場》，除獲白金唱片認證，新曲〈我無意改變世界〉更獲葛萊美獎「最佳金屬樂演奏獎」。

### 創辦奧茲音樂節、重回黑色安息日
退休巡演名為“不再巡迴”，來自新專輯的雙關語。之後，他們全家搬到白金漢郡。退休的奧茲感到無聊，而打算在羅拉帕羅扎音樂節表演，但主辦單位認為他已過氣而拒絕。於是他和家人創辦自己的重金屬音樂節奧茲音樂節，計畫集合所有紅不起來、沒人看好也沒地方表演的樂團，一起在音樂節上演出。
1995年10月24日，發行第七張個人專輯《奧茲滲透》，獲頒2×白金唱片認證。1996年10月底，在亞利桑那州和加州舉行了第一屆奧茲音樂節，也當作《奧茲滲透》專輯的退休超鳥巡迴場次。這次音樂節非常成功，12組樂團的表演全都爆滿。莎朗對他表示：「明年奧茲音樂節的壓軸團就是黑色安息日了，睽違18年的大團圓。時候到了，你們該和好了，讓一切重新開始吧」。1997年，他和東尼解開心結，重組了黑色安息日。
1997年的奧茲音樂節擴大規模，黑色安息日登台。自2000年起，奧茲音樂節開始獲得商業上的成功，也帶動了媒體重新談論重金屬的風潮。而奧茲更因此成為收入破千萬美金的重金屬巨星。2004年，他和妻子出演了MTV真人秀大賽為奧茲音樂節而戰，許多尚未簽約的樂團參加該節目的挑戰賽，爭取登上奧茲音樂節的資格。
經過多次成功的舉辦後，奧茲音樂節成為音樂圈內最具指標性的活動之一，好評如潮。它的陣容囊括多種重金屬流派的樂團，包括猶大祭司、鐵娘子、摩托頭、瑪麗蓮·曼森、麥加帝斯、超級殺手、金屬製品、靜止X、上帝羔羊、滑結樂團、惡靈天皇、霧都魔堡、墮落體制、幽浮一族、林普巴茲提特、工具、閃靈、聯合公園等。自1998年，活動擴展到歐洲多個國家舉行。2010年，擴展到以色列舉行。2013年，開始在日本舉辦。

### 成為電視節目名人

《奧斯本一家》的節目標題

1997年，奧茲讓九月製片的工作人員進到家中拍攝紀錄片《奧茲奧斯本之一刀未剪》，在英國第五台頻道和美國旅遊頻道播放，因收視率佳又重播了五次。該片獲得瑞士蒙特利爾國際電視頒獎典禮的玫瑰獎。之後奧茲和MTV簽約，拍攝明星豪宅秀的真人實境節目《MTV名人巢》第一集，該節目成為歷久不衰的經典節目。於是MTV決定再拍攝一檔專屬於奧茲家人的真人實境節目《奧斯本一家》，該節目在奧茲比佛利山的家中長期拍攝，入鏡的還有他的妻子兼經紀人莎朗，三個孩子凱莉、傑克與路易斯，大女兒艾美則沒有興趣加入。
2002年3月5日，《奧斯本一家》正式首播，主題曲是爵士版的〈瘋狂列車〉。它成為MTV史上收視率最高的節目，獲得黃金時段艾美獎「最佳真人秀節目獎」、英國榮耀獎。使得奧茲在英美地區爆紅，電視名人的知名度甚至超越他的歌手身分。該節目在他的住家持續拍攝超過三年，最終播出了四季，共52集。
一個月後，奧茲受邀參加伊麗莎白二世登基五十週年慶典及皇家大匯演，與英國女皇伊莉莎白二世會面。他也擔任2003年全美音樂獎主持人。因MTV當初沒有和奧茲簽下長期合作的節目契約，奧茲也拒絕再拍攝下去、侵犯他的生活隱私，於2005年3月21日播出最後一集。

### 2000年代的活動及事故

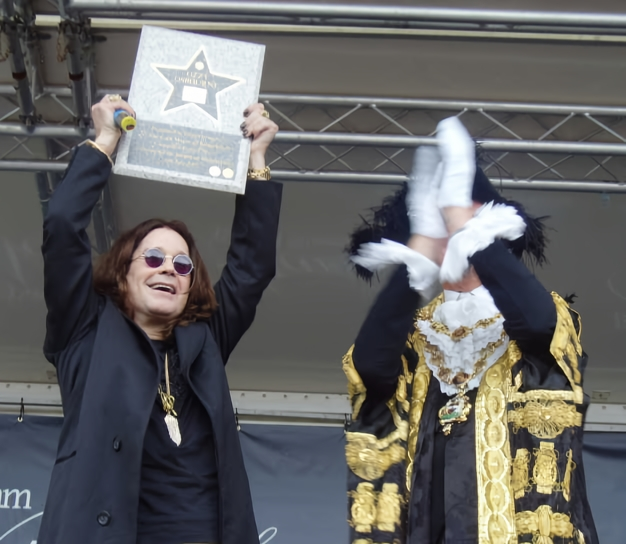
奧茲成為第一個在伯明罕星光大道上留下星形獎章的名人

2001年10月16日，發行第八張個人專輯《腳踏實地》，登上英國專輯排行榜第19名、告示牌200大專輯榜第4名，以及金唱片認證。2002年6月25日，發行現場專輯《日本武道館現場》，也獲金唱片認證。
2003年12月8日，在與女兒凱莉合作翻唱的〈變化〉記者會場上，奧茲騎乘他的山葉女巫350全地形車時發生意外，壓到一個二戰遺留的彈坑後，車子飛起砸在他的身上，被送進醫院急診室。他摔斷了鎖骨、八根肋骨骨折、頸部椎骨，肺臟與一條手臂主動脈也破裂。在他術後昏迷期間，〈變化〉拿下英國單曲排行榜第1名，賣出超過一百萬張，凱莉也打破了33年來首次新人出道即奪冠紀錄。
除了短期記憶力變差，奧茲最後完全康復了。他在2004年奧茲音樂節登台，與黑色安息日重聚。2004年8月，奧茲支氣管發炎，由猶大祭司主唱羅伯・哈爾福德支援黑色安息日的演出。2004年11月22日，住家遭竊賊闖入，奧茲將他扔出二樓窗戶。2005年3月22日，發行典藏套裝盒組《黑暗王子》，收錄他1980年至2005年的作品。他並表示影響自己最大和最喜歡的樂團包括披頭四、約翰·藍儂和大衛·鮑伊。6月，美國唱片業協會公布奧茲在美國的獨唱專輯銷量已達2800萬張，比黑色安息日整整多出1300萬張。7月至8月間，黑色安息日因奧茲胃食道逆流取消了2場演出。11月1日，發行第九張個人專輯《臥底》，這張專輯全部是翻唱歌曲。
2006年，奧茲拍攝了我真不敢相信，這不是奶油！的電視廣告。10月，奧茲宣布和東尼·艾歐密、羅尼·詹姆斯·迪歐、文尼·阿皮斯和吉澤·巴特勒組成的新樂團天堂與地獄合作巡演。2007年5月22日，發行第十張個人專輯《黑雨》，登上英國專輯排行榜第8名、告示牌200大專輯榜第3名，以及金唱片認證。2008年，奧茲拍攝了魔獸世界的電視廣告。2月，奧茲一家在伯爵宮展覽中心主持了2008年全英音樂獎。
2009年5月29日，奧茲控告東尼·艾歐密未經許可及非法使用黑色安息日的註冊商標，使其版權在美國專利及商標局登記名字為東尼·艾歐密一人所有，而非黑色安息日當年的創始成員平均獲得樂團名字的使用權。奧茲要求東尼付出樂團商標等有關一切的50%利潤。奧茲表示「我對於最後要用法律去解決我跟東尼的問題，感到非常..非常的遺憾。但經過三年無數次的妥協，我已經沒得選了。東尼，做你正確的決定吧」。
8月，在暴雪嘉年華的演出陣容已改變，吉他手扎克·懷德已離開，換成蓋斯·G。10月，在PC單機遊戲《惡黑搖滾》中提供肖像及配音，其他參與配音的音樂人還有猶大祭司的羅伯・哈爾福德、傑克·布萊克、麗泰·福特和摩托頭的萊米。11月，和妻子擔任世界摔角娛樂：周一夜戰節目主持嘉賓。

### 2010年至2025年的活動

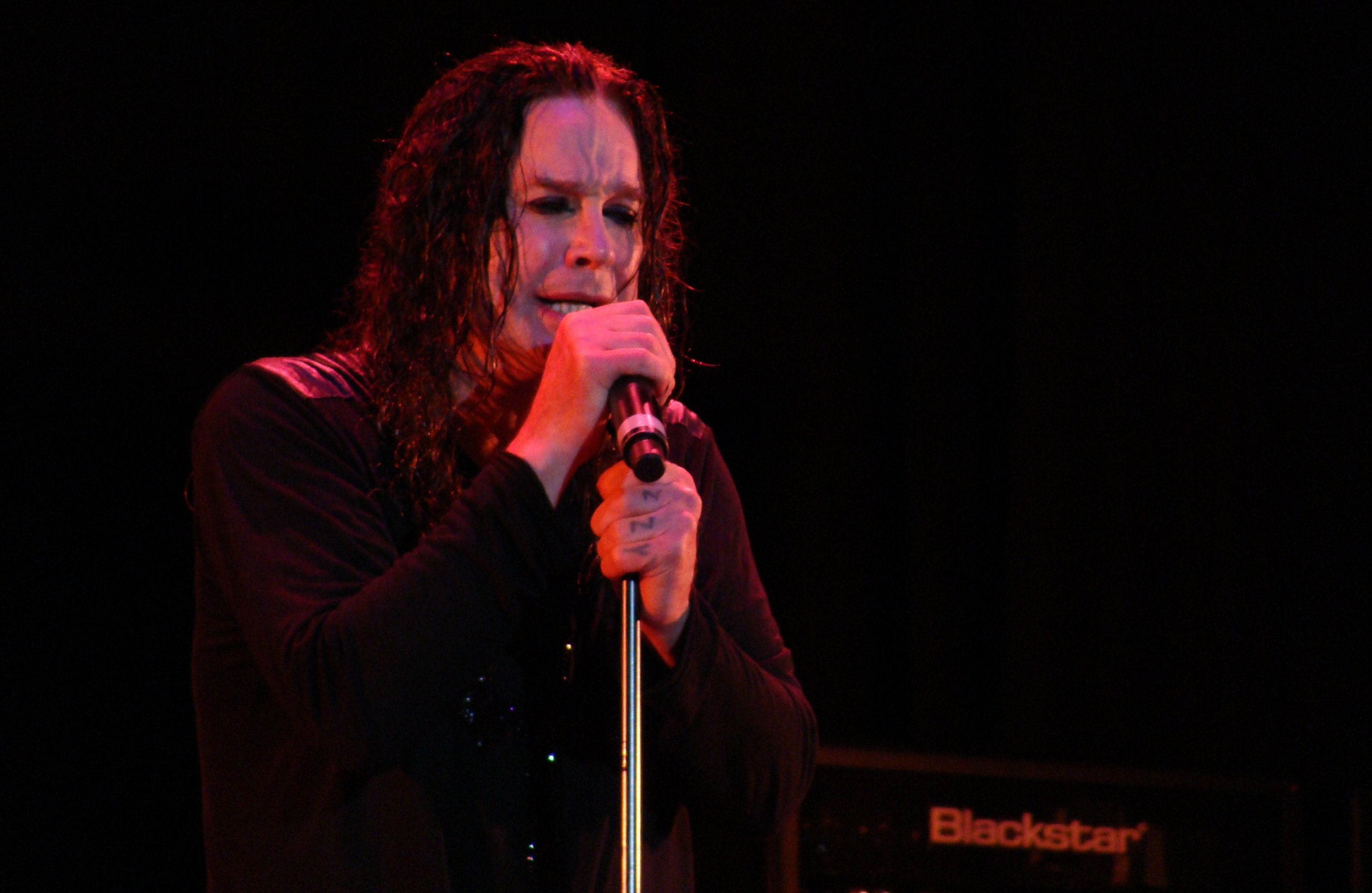
2011年的奧茲

2010年1月25日，發行自傳《我是奧茲》。6月11日，發行第十一張個人專輯《尖叫》，登上英國專輯排行榜第12名、告示牌200大專輯榜第4名。其中收錄的〈讓我聽你尖叫〉成為美國影集《CSI犯罪現場：紐約》插曲。
2011年4月，紀錄片《天佑奧茲奧斯本》在翠貝卡電影節上首映，其中收錄了一些黑色安息日早年的片段，由他的兒子傑克擔任製作。8月，發行第二本自傳《相信我，我是奧茲醫生》。11月11日，黑色安息日在西好萊塢的威士忌搖擺舞酒吧重聚。
2012年5月21日，黑色安息日在伯明罕O2學院舉行團聚演唱會。
2013年6月10日，黑色安息日發行專輯《十三》，是奧茲在1979年退出後首次收錄的專輯，它在英美兩地都拿下排行總榜冠軍。
2014年10月14日，發行典藏套裝盒組《狂人回憶錄》，收錄他1980年至2010年的作品。
2016年1月20日，黑色安息日發行EP《結局》，並宣布了黑色安息日三名創始成員（奧茲·奧斯本、東尼·艾歐密、吉澤·巴特勒）的告別巡迴結局之旅。7月24日，歷史頻道首播了由奧茲父子主演的電視真人秀《奧茲與傑克世界趴趴走》，他們在世界各地的歷史景點參觀、透過學者專家了解當地的歷史。
2017年2月4日，奧茲與黑色安息日在他們的家鄉英國伯明罕完成最後一場告別演出，這次告別巡迴遊歷了四大洲、售出近一百萬張門票。黑色安息日將不再出任何新專輯或以該團名義進行演出，不過團員還是會以個人名義繼續表演或者進行創作。舞台上的奧茲在謝幕時說：「我心中最驕傲的一件事就是黑色安息日並不是某個大人物（製作人）精心包裝、打造而成的，而只是說好『不如我們一起夢想吧』的四個小伙子。而且出乎我們最不切實際的幻想，（樂團）成功了。」。
2018年展開告別巡迴，然而2019年2月診斷出帕金森氏症後暫停了巡迴演出，直到2020年新專輯的推出恢復巡演。

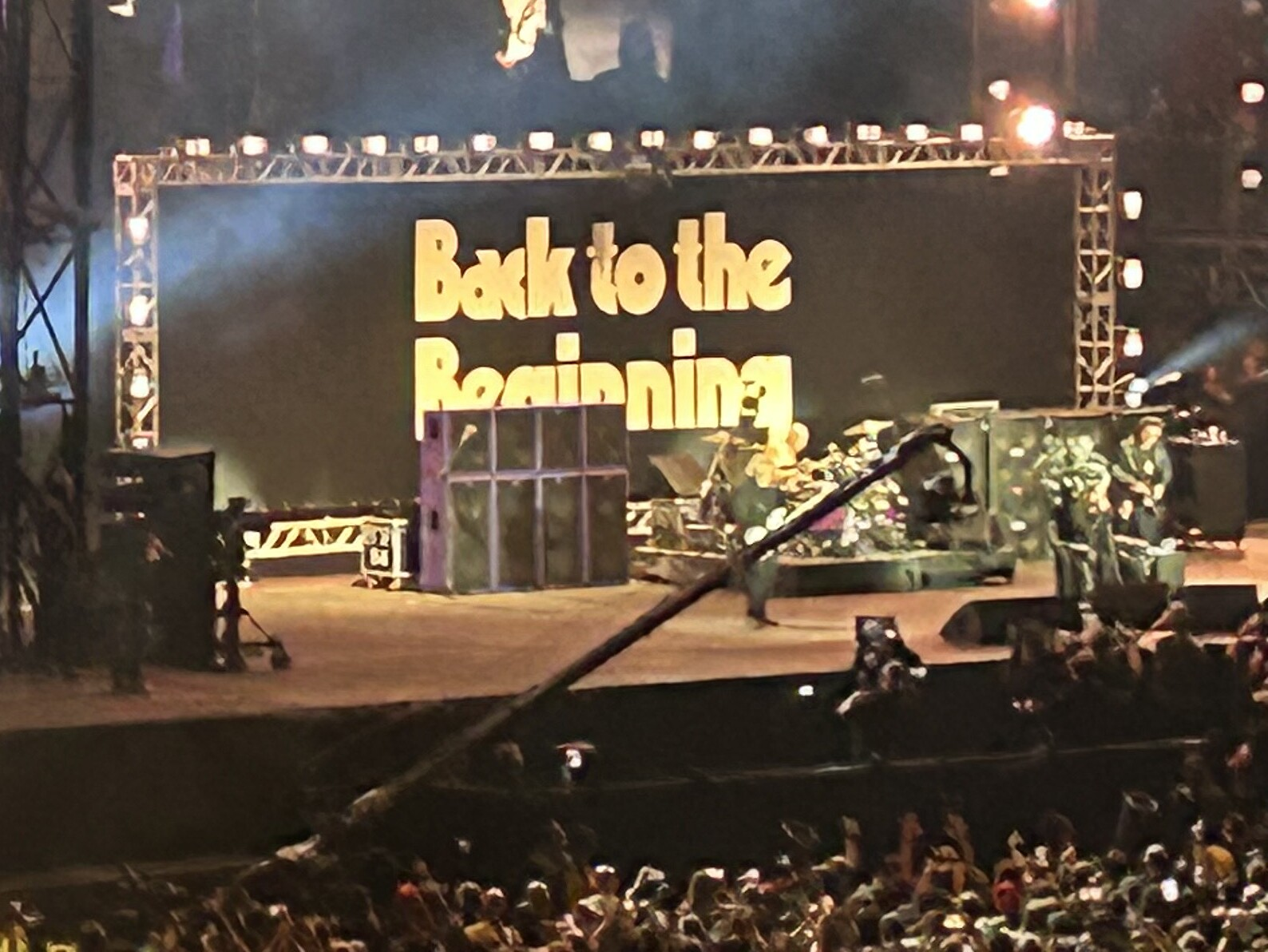
2025年奧茲在《Back to the Beginning》慈善音樂會中與黑色安息日最後一次公開表演，他坐在寶座上唱歌。這是奧茲逝世前17天的最後一次公開露面。

2025年2月，奧茲宣佈黑色安息日原始陣容於7月5日在伯明罕維拉公園球場舉行名為《Back to the Beginning》的最後一場慈善演出。演出當日奧茲因晚期帕金森氏而無法行走，需要坐在寶座上唱歌表演，這也是他生前最後一次的演出。

### 逝世
2025年7月22日，奧茲·奥斯本逝世，享壽76歲。死訊是由奧茲家屬在一份聲明中公布，不過目前死因沒有透露。
7月30日，柯時的靈車途經家鄉伯明翰兒時所住過位於Aston Lodge Road 的故居，再駛往市中心地標黒色安息日橋，沿途成千上萬樂迷聚集，向這位一代重金屬音樂傳奇致敬，樂迷及其家人在黑色安息日長椅旁放下鮮花，靈車之後駛往白金漢郡。

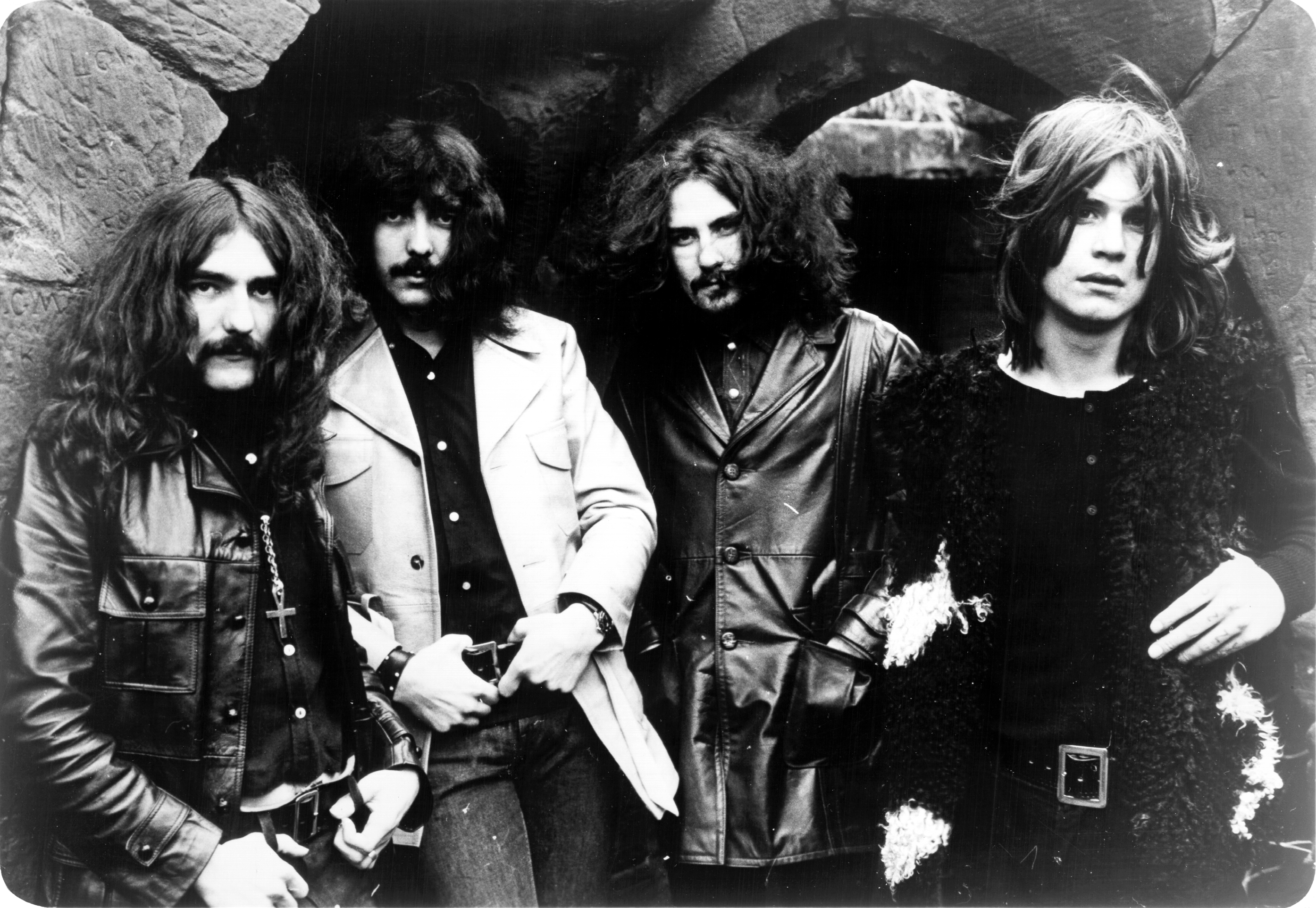
1970年的黑色安息日，由左至右：吉澤·巴特勒、東尼·艾歐密、比爾·沃德、奧茲·奧斯本

7月31日，柯時的葬禮在白金漢郡的家中私人進行，出席的只有其親人及圏中好友如黒色安息日成員東尼·艾歐密、Geezer Butler、Bill Ward、瑪麗蓮·曼森、金属乐队的詹姆斯·海特菲尔德、罗伯特·特鲁希略、扬布拉德、艾爾頓·強、Andrew Watt。

## 獎項與榮譽

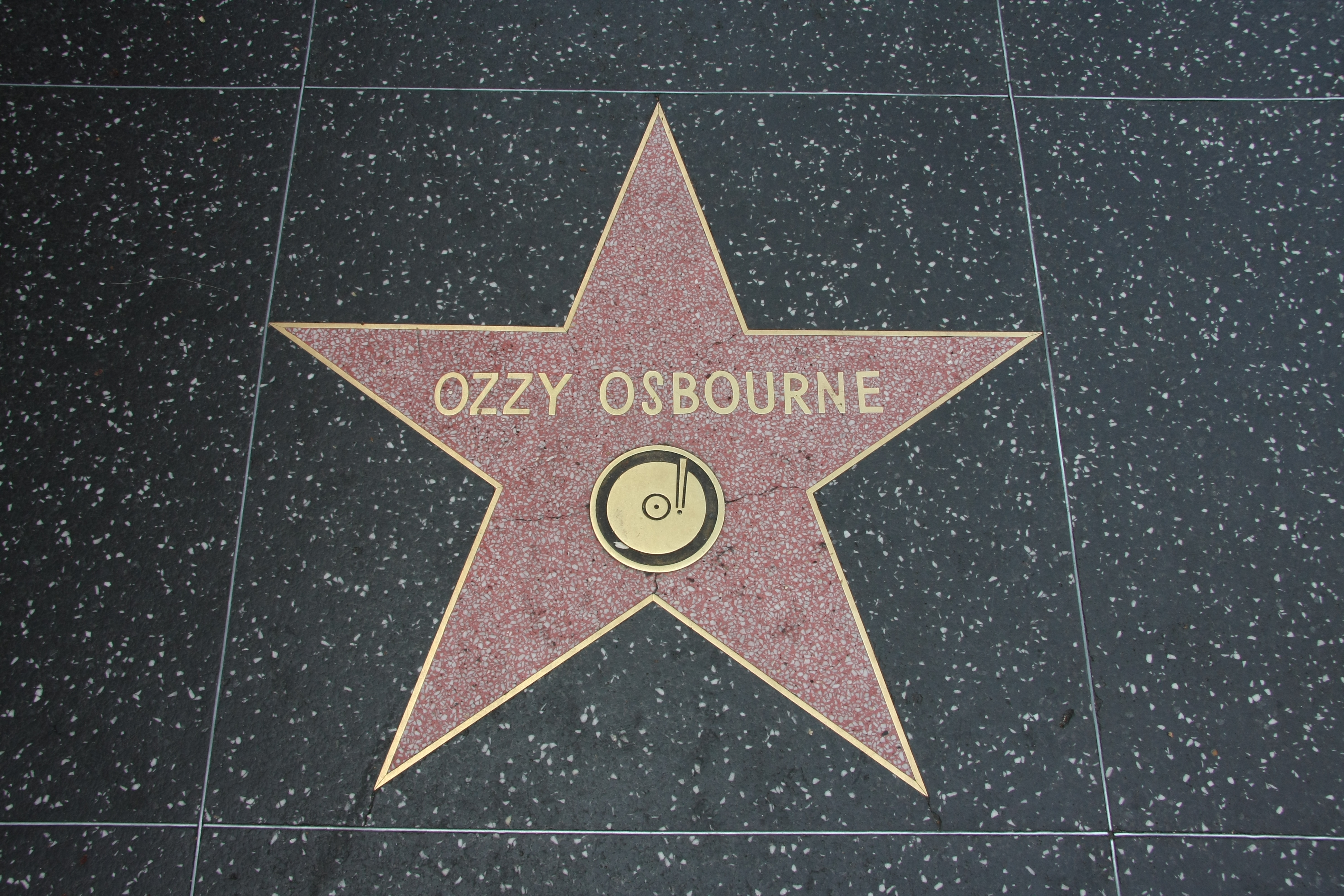
奧茲在好萊塢的星形獎章

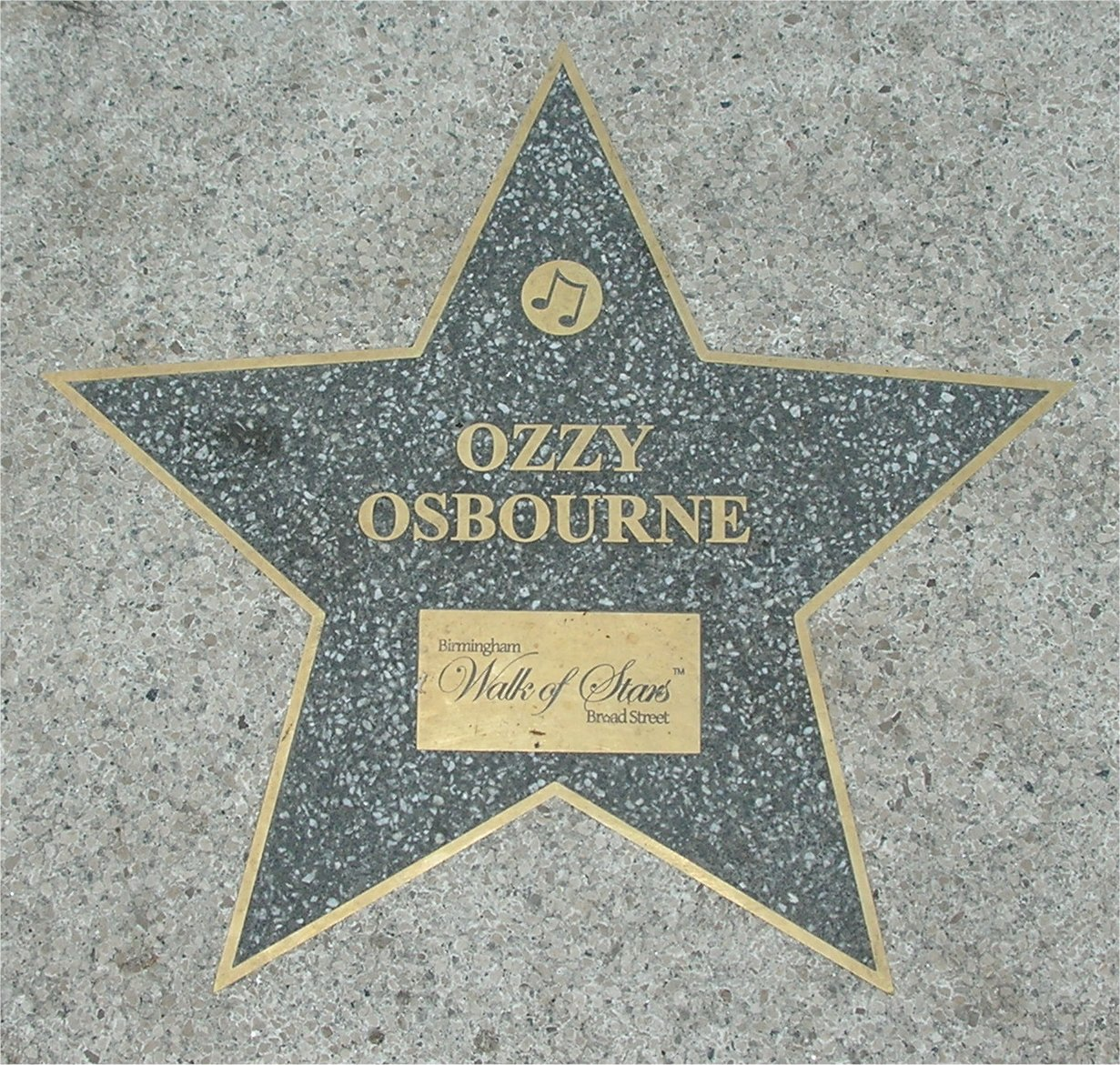
奧茲在伯明罕的星形獎章

| 1994 | - 「葛萊美獎」 - 最佳金屬樂演奏獎                                                                             |
| 2003 | - 「新音樂快遞音樂獎」 - 年度英雄獎 - 《富比士》雜誌 - 最具影響力名人榜第12名 - 「好萊塢星光大道」 - 星形獎章 |
| 2005 | - 「英國音樂名人堂」 - 終身會員                                                                               |
| 2006 | - 「搖滾名人堂」 - 終身會員 - 《轟動遊行者》雜誌 - 史上百大經典重金屬主唱第8名                                |
| 2007 | - 「VH1」頻道 - 搖滾榮耀 - 「伯明罕星光大道」 - 星形獎章                                                      |
| 2008 | - 「經典搖滾榮譽榜」 - 當代傳奇獎                                                                             |
| 2009 | - 《告示牌》雜誌 - 傳奇演出獎                                                                                 |
| 2010 | - 「男性票選大獎」 - 文學成就獎                                                                               |

## 特色
奧茲的歌聲音色乾淨、直接，且沒有任何修飾技巧的唱法，辨識度極高。然而，經常哀鳴的音調也是他的特點，用以表達瘋狂、危險和蒼涼的氣氛。比起其他傳統歌手，奧茲時常運用刺耳的音色、戲劇性的聲調，特別是他在黑色安息日中的歌曲。
奧茲的歌聲表現並沒有經過任何系統訓練或指導，也不是常見的唱歌方式，他的唱法更偏向純粹的本能。他說：「我連英語都講得不太好，更不用說音樂了」。他也表示：「我沒辦法告訴你我是怎麼唱的，沒用什麼特殊技巧，就是自然而然唱出來。我並不是那種厲害驚人的傢伙，像羅柏・哈爾福德和葛倫·休斯，唱得出那樣神奇的歌聲。但我很高興的是，黑色安息日和我的聲音搭在一起的效果，真的不錯。我知道很多人不喜歡我的聲音，但我覺得這是獨一無二的」。
關於奧茲的歌聲，猶大祭司主唱羅柏・哈爾福德表示：「奧茲的聲音很特別。我這樣評論好像很老套，我的意思是，我不認為有誰能唱得出像奧茲的聲音。雖然每個歌手都可以靠後天的練習讓音域稍微提高，但每個人聲帶肌的發達程度都不太一樣，有些生物學上的、發聲結構上的小小差異，會形成獨一無二的歌喉，就像奧茲這樣。我愛黑色安息日的第一張專輯，我也喜歡主唱奧茲，這幫助了我在歌唱生涯的成長，我到現在都還會聽那張專輯」。

## 個人生活

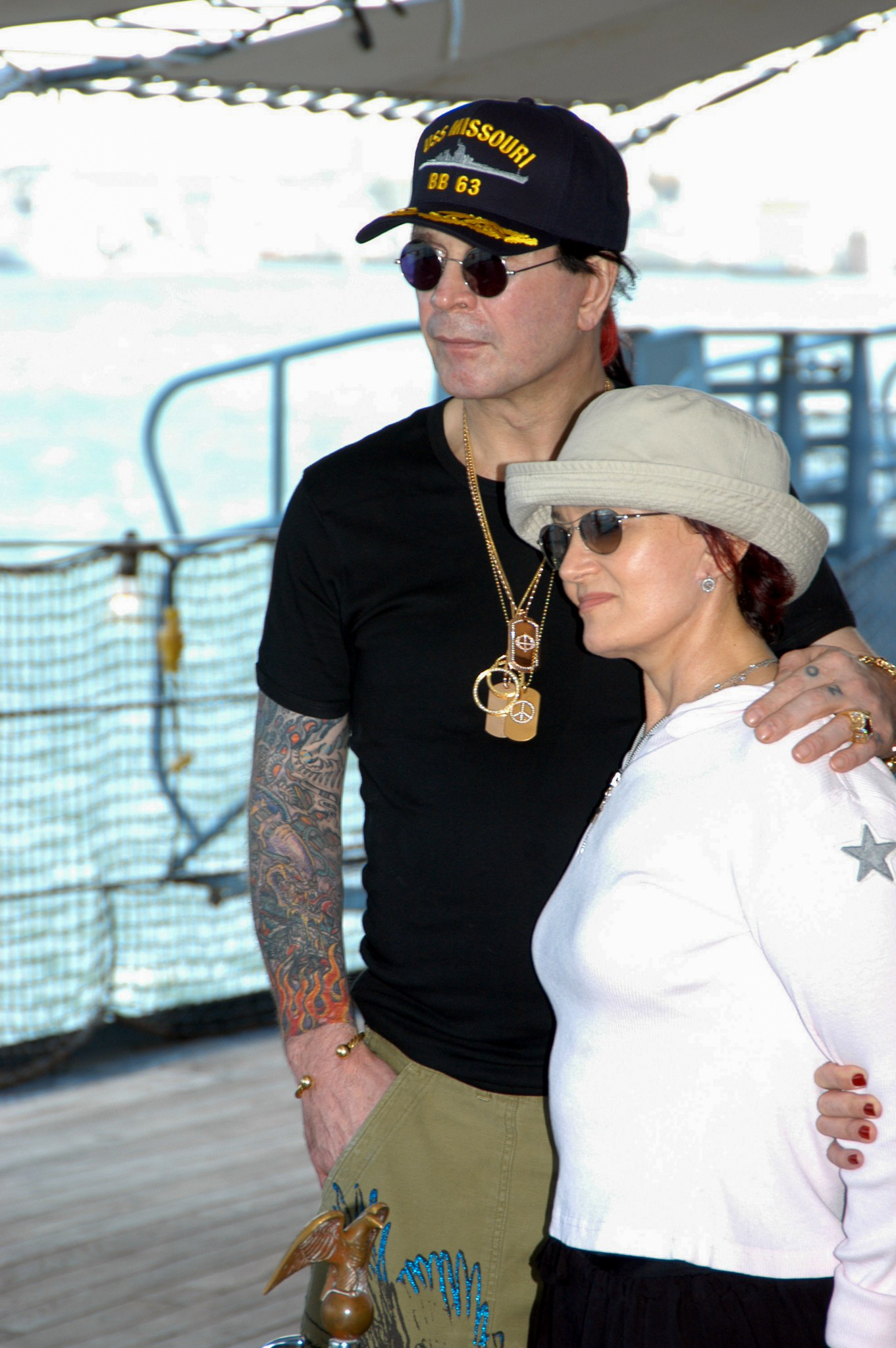
2004年的奧斯本夫妻

奧茲與莎朗在1982年7月4日結婚，與她有三個孩子。奧茲後來說：「她故意選美國獨立紀念日結婚，這樣我才不會忘掉結婚紀念日」。他們的孩子是艾美·奧斯本（1983年9月2日出生）、凱莉·奧斯本（1984年10月27日出生）和傑克·奧斯本（1985年11月8日出生）。他還曾收養傑克和凱莉的朋友羅伯．馬爾卡托，他的母親因癌症去世後，加入《奧斯本一家》的拍攝。奧茲已擁有眾多的孫子。奧茲將一首《奧茲滲透》專輯中的歌命名為〈艾美〉送給大女兒，與小女兒凱莉則翻唱了黑色安息日的〈變化〉。
根據《紐約時報》在1992年的報導，奧茲是英國國教會的成員，他在每次演出前都會禱告。
2002年，因《奧斯本一家》節目爆紅，奧斯本夫妻獲邀參加白宮記者協會晚宴、與小布希總統會面，但奧茲因過於緊張而喝醉，最後在小布希走上講台提到他時，跳上桌子、學著牛仔咆哮（因為他一直想著小布希曾任德州州長），使得場面尷尬。小布希接著說：「關於奧茲，他出過許多經典暢銷金曲 - 〈野獸狂歡〉、〈血腥安息日〉、〈面對地獄〉、〈黑色天空〉和〈血洗天堂〉... 奧茲，我媽很愛你的作品哦」。
奧茲與莎朗是英國最富有的夫妻之一，根據2005年《星期日泰晤士報》公布的富豪排行榜，他們排在第458名。2016年，他們在《星期日泰晤士報》公布的富豪音樂人排行榜名列第17名。來自唱片、巡演、授權、廣告、電視節目與電影演出的收入約一億英鎊。
奧茲身上有超過15處紋身，其中最有名的是刺在左手指關節的「OZZY」字母，這是他18歲在監獄時用鉛筆和縫衣針刺的第一個紋身。
2013年1月17日，奧茲在比佛利山莊的住家因蠟燭引發火災，他輕微燒傷。2013年12月3日，奧茲在65歲生日當天，捐贈善款予皇家馬斯登NHS信託基金會，幫助癌症患者。

### 吸毒、藥物和酗酒
奧茲有四十多年的時間在濫用酒精、毒品和其他藥物中度過。他在自傳中坦承：「據我所知，世界上沒有什麼毒品是我沒用過的」。而酒類每天大約是7500毫升、濫用處方藥時每天至少吃上42顆不同的藥：如鎮靜劑、安眠藥、抗憂鬱藥、安非他命、抗驚厥藥、抗精神病藥等等。香煙每天至少一包半，雪茄的用量他無法估算。他表示在黑色安息日成名之前，就已經依賴安非他命、藥丸、大麻及啤酒。1971年初，他開始接觸古柯鹼，他說：「做黑色安息日《第四輯》的時候，我們嗑掉了超多古柯鹼，現在當我聽〈超級航海員〉的時候，好像還可以嚐到那東西的味道，整張專輯聽起來就像有人在你的耳朵裡灌毒。如果你仔細看唱片內頁，你就會看到一段字'向洛杉磯偉大的可樂（古柯鹼）公司致敬'」。
奧茲生涯最後幾年已成功戒除菸酒、毒品和藥物。他經常談起以前糜爛的生活方式，也困惑自己是怎麼在40年的吸毒和酗酒中倖存下來。1979年他被黑色安息日開除後，接下來的三個月都待在旅館房間裡喝酒嗑藥。他說，當時要不是莎朗的干預，他絕對已經死在那間旅館了。
1981年在德國，他和莎朗與CBS電視歐洲分部的高層用餐：「一如往常我又喝醉發了酒瘋，所以我跳到桌子上跳脫衣舞，最後一絲不掛、撒尿在那位CBS高層的酒杯裡」。1982年，樂團的巡演行程來到德州聖安東尼奧，喝醉的奧茲誤把阿拉摩之戰遺跡當作普通圍牆撒尿，因此被警方逮捕，在拘留所待了三小時。這件事也讓他長達十年被禁止在聖安東尼奧表演，在他向市長道歉並捐贈一萬英鎊後，才獲准演出。1984年，在田納西州曼非斯，奧茲酒醉後在高速公路旁睡醒，接著在警車輪胎上撒尿，因此被警方逮捕，在拘留所待了十分鐘。
1992年，他開始試圖用藥物來取代酒癮，經常向不同的醫生騙取處方藥，他說：「我的用藥量已經讓肚子有飽足感了」。他因戒酒產生的戒斷症狀又再次飲酒，然後用藥物去除身體顫抖，因此深陷惡性循環中無法自拔。2003年8月，奧茲的身體已經顫抖到無法走路，聽力及說話都出現障礙。經過醫生檢查，他被證實有一億分之一的罕見基因突變，以及遺傳性疾病——帕金森式綜合症。2009年，他再次決定戒除菸、毒、酒以及濫用藥物的問題。
2010年10月，美國基因生技公司諾姆與劍橋大學合作，預計對奧茲的DNA進行全基因組分析與RNA測序，以確定醫學上的奇蹟：他在長年的酒精與毒品生活中是如何倖存的。遺傳學家認為，奧茲的基因內蘊含著某種目前不為人知的基因線索。美國生技公司輔因子基因執行長賈勒特·格拉斯卡克博士表示：「對奧茲·奧斯本的基因進行分析，將有助於瞭解他身體內部的更多秘密」。

## 爭議事件
在整個職業生涯中，奧茲經常受基督教團體指責，稱他對青少年產生負面影響、美化撒旦。例如歌曲〈克勞利先生〉的靈感是來自阿萊斯特·克勞利。奧茲否認關於美化撒旦教的指控。他說：「我們從沒認真看待過黑魔法那些玩意，我們只是喜歡它的戲劇性。我無法相信有些人是真的在搞那種神秘儀式，我唯一有興趣的邪惡靈體就是威士忌、伏特加和杜松子酒」。並形容撒旦教徒都是「怪胎、白癡、神經病」。有次巡迴途中，一群撒旦教徒在他的飯店房門口點蠟燭並圍坐成一圈，奧茲便坐下來吹熄他們所有的蠟燭，唱起《祝你生日快樂》。
1981年，奧茲在洛杉磯與CBS唱片公司高層開會，簽署他的第一次單飛唱片合約時，他當場咬斷一隻鴿子的頭。當天莎朗準備了一籠鴿子，要奧茲簽約後「將鴿子拋到空中、說'搖滾'然後比出和平手勢，給CBS留下難以忘懷的印象」。然而會議中，奧茲迫不急待的拿出鴿子、一口咬掉頭部，然後把無頭的軀幹丟到桌上。經過新聞媒體的大幅報導，成為奧茲的驚人事件之一。
奧茲最著名的爭議行為，是在演唱會上當眾咬掉一隻蝙蝠的頭。起因在於他的獨唱表演中，固定都會和觀眾互扔肉塊、內臟、動物屍體來胡鬧，觀眾也經常扔擲塑膠玩具到台上。1982年1月20日，在愛荷華州的演出中，有觀眾將一隻蝙蝠丟向舞台，被奧茲一把抓住，他回憶說：「拿到觀眾丟上來的塑膠玩具時，我一如既往的做了我會做的事，咬下去」，他嘗到怪味才發現咬的是真蝙蝠而不是玩具。他立即被送進急診室，這件事也成為新聞媒體的焦點，他被渲染成一個噬血的惡魔歌手。2004年，《滾石》雜誌將事件列為「最瘋狂的搖滾神話」第2名。根據重新發行的《狂人日記》專輯內頁說明，誤咬蝙蝠導致奧茲打了兩周的狂犬病疫苗。
1984年，奧茲的19歲樂迷約翰·麥科勒姆一邊喝酒、一邊聽〈自殺出路〉，然後用手槍自殺，屍體被發現時還掛著耳機。儘管知道麥科勒姆有重性憂鬱障礙，家長仍起訴奧茲。訴狀稱歌詞讓麥科勒姆自殺，控方律師建議，奧茲鼓勵年輕人自殺，應背負刑事責任。1986年8月，法院依美國憲法第一修正案判奧茲勝訴 ，稱這首歌與麥科勒姆的自殺沒有任何關聯。之後奧茲經常接到各種死亡威脅，或被宗教狂熱團體包圍抗議。
2000至2003年間，奧茲個人樂團的前合作樂手鮑勃·戴斯利和李·萊克提起訴訟，稱《奧茲暴雪》和《狂人日記》專輯的酬勞被奧茲拖欠。2003年11月，美國聯邦上訴法院駁回訴訟，判奧茲勝訴。之後莎朗將專輯中鮑勃和李的樂器音軌刪除，找樂手重錄後重新發行。

## 作品列表
| 黑色安息日 - 黑色安息日（1970年2月13日） - 偏執狂（1970年9月18日） - 現實之王（1971年7月21日） - 第四輯（1972年9月25日） - 血腥安息日（1973年12月1日） - 破壞者（1975年7月28日） - 工業迷幻（1976年9月25日） - 永不言敗！（1978年9月28日） - 十三（2013年6月10日） 獨唱 - 奧茲暴雪（1980年9月20日） - 狂人日記（1981年11月7日） - 對月咆哮（1983年11月15日） - 終極之罪（1986年2月22日） - 無盡之惡（1988年9月28日） - 不再流淚（1991年9月17日） - 奧茲滲透（1995年10月24日） - 腳踏實地（2001年10月16日） - 臥底（2005年11月1日） - 黑雨（2007年5月22日） - 尖叫（2010年6月11日） - 平凡狂人（2020年2月21日） - 9號病人（2022年9月9日） 黑色安息日 - 團圓（1998年10月20日） - 前世今生（2002年8月20日） - 現場..集眾人之力（2013年11月26日） 獨唱 - 惡魔語錄（1982年11月27日） - 悼念（1987年3月19日） - 最終現場（1993年6月28日） - 日本武道館現場（2002年6月25日） - 奧茲現場（2012年4月21日） | 黑色安息日 - 結局（2016年1月20日） 獨唱 - 克勞利先生現場（1980年） - 說奧茲啊（1990年3月17日） - iTunes節慶: 倫敦2010（2010年7月6日） 黑色安息日 - 我們為搖滾出賣了靈魂（1975年12月1日） - 黑色安息日精選（2000年6月5日） - 宇宙之兆（2002年10月22日） - 黑盒子：完全原始的黑色安息日（2004年4月27日） - 經典全記錄1970–1978（2006年3月14日） - 經典全記錄（2009年6月9日） - 鋼鐵人：黑色安息日精選（2012年6月4日） 獨唱 - 奧茲精選（1989年3月1日） - 十誡（1990年7月5日） - 奧茲降臨（1997年11月11日） - 奧茲奧斯本必收經典（2003年2月11日） - 黑暗王子（2005年3月22日） - 狂人回憶錄（2014年10月14日） 黑色安息日 - 永不言敗（1978年） - 黑色安息日軼事第一輯（1992年9月1日） - 最後的晚餐（1999年6月15日） - 現場..集眾人之力（2013年11月26日） 獨唱 - 惡魔語錄（1984年） - 邪惡影像（1991年7月1日） - 別怪我（1991年9月24日） - 最終現場（1993年5月25日） - 對月咆哮（1995年5月9日） - 終極奧茲（1997年9月16日） - 奧茲去好萊塢（1997年） - 日本武道館現場（2002年6月25日） |

## 巡迴演唱會
- 奧茲暴雪之旅（英语：Blizzard of Ozz Tour）（1980 - 1981年）
- 狂人日記之旅（英语：Diary of a Madman Tour）（1981 - 1982年）
- 惡魔語錄之旅（英语：Speak of the Devil Tour）（1982 - 1983年）
- 對月咆哮之旅（英语：Bark at the Moon Tour）（1983 - 1985年）
- 終極罪惡之旅（英语：The Ultimate Sin Tour）（1986年）
- 無盡罪惡之旅（英语：No Rest for the Wicked Tour）（1988 - 1989年）
- 瘋狂戲院之旅（英语：Theatre of Madness Tour）（1991 - 1992年）
- 不再巡迴之旅（英语：No More Tours Tour）（1992年）
- 退休超鳥之旅（英语：Retirement Sucks Tour）（1995 - 1996年）
- 奧茲降臨之旅（英语：The Ozzman Cometh Tour）（1998年）
- 腳踏實地之旅（英语：Down to Earth Tour）（2001 - 2002年）
- 全球尖叫之旅（英语：Scream World Tour）（2010 - 2011年）
- 奧茲與他的好朋友之旅（英语：Ozzy and Friends Tour）（2012年）

## 獨唱合作樂手
| 吉他手 - 蘭迪・羅茲（1979 - 1982年） - 伯尼·托默（1982年） - 布萊德·吉利斯（1982 - 1983年） - 傑克·李（1983 - 1987年） - 扎克·懷德（1987 - 1992年，1995年，1998年，2001 - 2004年，2006 - 2009年） - 艾力克斯·斯寇尼克（1995年） - 喬·福爾摩斯（1995年） - 史提芬·范（1994 - 1995年） - 傑瑞·坎特羅（2004 - 2006年） - 蓋斯·G（2009 - 2025年） | 貝斯手 - 鮑勃·戴斯利（1979 - 1981年，1983 - 1985年，1988年，1991年，1994年） - 魯迪·薩爾（1981 - 1982年） - 彼得·威（1982 - 1983年） - 唐·哥斯達（1983年） - 菲爾·蘇桑（1985 - 1987年） - 吉澤·巴特勒（1988 - 1989年，1995年） - 麥可·伊內茲（1989 - 1995年，1996年，1998年） - 詹姆斯·洛門佐（1994年） - 勞勃·特魯希略（1996 - 2003年） - 傑森·紐斯特（2003年） - 克里斯·懷斯（2004年） - 羅布·尼克爾森（2003年，2006 - 2025年） | 鼓手 - 李·萊克（1979 - 1981年） - 湯米·亞德里奇（1981 - 1985年） - 卡麥·阿皮斯（1983年） - 吉米·迪格拉索（1985年） - 藍迪·卡斯蒂略（1985 - 1994年，1995年，1996年，1998年） - 狄·卡斯卓諾沃（1994 - 1995年） - 麥克·伯丁（1996 - 2010年） - 羅伊·馬約加（2000年） - 布萊恩·崔西（2000年） - 托米·李（2001年） - 凱文·楚科（2010年） - 湯米·克魯弗托斯（2010 - 2025年） | 鍵盤手 - 林賽·布奇沃特（1980 - 1981年，1983年） - 唐·艾瑞（1982 - 1983年，1983 - 1985年） - 強尼·庫克（1981年） - 麥可．摩蘭（1985 - 1986年） - 約翰·辛克萊（1986 - 2003年） - 凱文·瓊斯（1991 - 1992年） - 麥可．拜因霍恩（1995年） - 瑞克・威克曼（1995年） - 麥可．賴洛（2001年） - 蒂姆·帕爾默（2001年） - 亞當・威克曼（2003 - 2025年） |

### 專輯參與表
| 樂器 | 專輯                | 專輯                | 專輯                | 專輯                | 專輯                | 專輯                | 專輯                | 專輯                   | 專輯            | 專輯            | 專輯            |
| 樂器 | 奧茲暴雪 （1980年） | 狂人日記 （1981年） | 對月咆哮 （1983年） | 終極之罪 （1986年） | 無盡之惡 （1988年） | 不再流淚 （1991年） | 奧茲滲透 （1995年） | 腳踏實地 （2001年）    | 臥底 （2005年） | 黑雨 （2007年） | 尖叫 （2010年） |
| ---- | ------------------- | ------------------- | ------------------- | ------------------- | ------------------- | ------------------- | ------------------- | ---------------------- | --------------- | --------------- | --------------- |
| 吉他 | 蘭迪・羅茲          | 蘭迪・羅茲          | 傑克·李             | 傑克·李             | 扎克·懷德           | 扎克·懷德           | 扎克·懷德           | 扎克·懷德              | 傑瑞‧坎特羅     | 扎克·懷德       | 蓋斯·G          |
| 貝斯 | 鮑勃·戴斯利         | 鮑勃·戴斯利         | 鮑勃·戴斯利         | 菲爾·蘇桑           | 鮑勃·戴斯利         | 鮑勃·戴斯利         | 吉澤·巴特勒         | 勞勃·特魯希略          | 克里斯·懷斯     | 羅布·尼克爾森   | 羅布·尼克爾森   |
| 鼓   | 李·萊克             | 李·萊克             | 湯米·亞德里奇       | 藍迪·卡斯蒂略       | 藍迪·卡斯蒂略       | 藍迪·卡斯蒂略       | 狄·卡斯卓諾沃       | 麥克·伯丁              | 麥克·伯丁       | 麥克·伯丁       | 凱文·楚科       |
| 鍵盤 | 唐·艾瑞             | 強尼·庫克           | 唐·艾瑞             | 麥可．摩蘭          | 約翰·辛克萊         | 約翰·辛克萊         | 瑞克・威克曼        | 蒂姆·帕爾默 麥可．賴洛 | 亞當・威克曼    | 扎克·懷德       | 亞當・威克曼    |

## 原聲帶授權提供
| 歌曲                                                           | 合作對象                                                                         | 年份 |
| -------------------------------------------------------------- | -------------------------------------------------------------------------------- | ---- |
| 〈秘密失敗者〉                                                 | 電影《幽靈賽車手》                                                               | 1986 |
| 〈旅途之歌〉                                                   | 動畫《夢幻寶石》                                                                 | 1990 |
| 〈野獸狂歡〉                                                   | 電影《吸血鬼獵人巴菲》                                                           | 1992 |
| 〈水上漂〉                                                     | 動畫《癟四與大頭蛋橫貫美國》                                                     | 1996 |
| 〈火柴人的圖片〉 （與O型陰性合唱）                             | 電影《紐約鳥王》                                                                 | 1997 |
| 〈瞎猜〉                                                       | 電影《驚聲尖叫2》                                                                | 1997 |
| 〈無處可逃〉 （與DMX、骯髒壞傢伙、模糊泡泡、水晶療法樂團合唱） | 動畫《南方四賤客：支援老爹》                                                     | 1998 |
| 〈媽媽，我回來了〉                                             | 電影《魔鬼接班人》                                                               | 2000 |
| 〈不再流淚〉                                                   | 電影《魔鬼接班人》                                                               | 2000 |
| 〈再爽一次〉                                                   | 電影《飄飄欲仙》                                                                 | 2002 |
| 〈夢想家〉 〈媽媽，我回來了〉 〈瘋狂列車〉                     | 影集《奧茲奧斯本家族電視秀》                                                     | 2002 |
| 〈對月咆哮〉                                                   | 遊戲《俠盜獵車手：罪惡城市》                                                     | 2002 |
| 〈鋼鐵人〉                                                     | 電影《搖滾教室》                                                                 | 2003 |
| 〈猛鬼追魂〉                                                   | 遊戲《俠盜獵車手：聖安地列斯》                                                   | 2004 |
| 〈鋼鐵人〉                                                     | 遊戲《吉他英雄》                                                                 | 2005 |
| 〈對月咆哮〉                                                   | 遊戲《吉他英雄》                                                                 | 2005 |
| 〈偏執狂〉                                                     | 電影《希望不滅》                                                                 | 2006 |
| 〈告別浪漫〉                                                   | 電影《女男變錯身》                                                               | 2006 |
| 〈瘋狂列車〉                                                   | 電影《惡靈戰警》                                                                 | 2007 |
| 〈我不想停〉                                                   | 節目《WWE 末日審判 2007》                                                        | 2007 |
| 〈死路一條〉                                                   | 電影《荒野大飆客》                                                               | 2007 |
| 〈克勞利先生〉                                                 | 遊戲《吉他英雄：世界巡迴》 （包括吉他手扎克·懷德，以及虛擬娛樂活動'奧茲音樂節'） | 2008 |
| 〈瘋狂列車〉                                                   | 遊戲《吉他英雄：世界巡迴》 （包括吉他手扎克·懷德，以及虛擬娛樂活動'奧茲音樂節'） | 2008 |
| 〈對月咆哮〉                                                   | 遊戲《吉他英雄：非凡精選》                                                       | 2009 |
| 〈瘋狂列車〉                                                   | 遊戲《勁爆美式足球 11》                                                          | 2010 |
| 〈讓我聽你尖叫〉                                               | 遊戲《勁爆美式足球 11》                                                          | 2010 |

## 客串

### 人聲或合唱
- 1983年 - 〈搖搖你的頭 (我們上床)〉收錄於《嘲笑風暴的誕生（英语：Born to Laugh at Tornadoes）》（瑪丹娜在背景和聲）
- 1988年 - 〈永遠閉上我的雙眼〉收錄於《麗泰（英语：Lita (album)）》（與麗泰·福特（英语：Lita Ford）合唱）
- 1989年 - 〈複製人首領〉收錄於《戰後》（與蓋瑞·摩爾合唱）
- 1989年 - 〈紫霧〉收錄於《天堂階梯／地獄公路（英语：Stairway to Heaven/Highway to Hell）》
- 1990年 - 〈傑克的天地〉及〈轟炸機〉收錄於《沃德第一章: 一路走來（英语：Ward One: Along the Way）》（與比爾·沃德（英语：Bill Ward (musician)）合唱）
- 1991年 - 〈活下去〉收錄於《黑暗王子（英语：Prince of Darkness (Ozzy Osbourne compilation)）》（與杜威佐·扎帕（英语：Dweezil Zappa）合唱）
- 1991年 - 〈嗨～蠢蛋〉收錄於《嗨～蠢蛋（英语：Hey Stoopid）》（與埃利斯·庫珀合唱）
- 1991年 - 〈治療〉收錄於《傳染性掠奪》（與律動傳染（英语：Infectious Grooves）合唱）
- 1992年 - 〈搖搖你的頭〉收錄於《嘿老爸..我被抓去關了》（金·貝辛格在背景和聲）
- 1992年 - 〈我不是壞人〉收錄於《前進或死亡（英语：March ör Die）》（與摩托頭的萊米合唱，以及史萊許的吉他）
- 1994年 - 〈天生狂野〉收錄於《科密不插電（英语：Kermit Unpigged）》（與佩姬小姐（英语：Miss Piggy）合唱）
- 1994年 - 〈鋼鐵人〉收錄於《黑暗降臨：向黑色安息日致敬》
- 1998年 - 〈這是戰爭!!〉收錄於《滅絕會議：世界末日前（英语：Extinction Level Event (Final World Front)）》（與巴斯達韻合唱）
- 1998年 - 〈垂直的人〉收錄於《垂直的人（英语：Vertical Man）》（與林哥·史達合唱）
- 1999年 - 〈活埋〉收錄於《重返地心之旅（英语：Return to the Centre of the Earth）》
- 1999年 - 〈休克的猴子〉收錄於《室內樂（英语：Chamber Music (Coal Chamber album)）》（與礦坑（英语：Coal Chamber）樂團合唱）
- 2000年 - 〈N.I.B.〉 收錄於《黑暗降臨II: 向黑色安息日致敬》
- 2000年 - 〈誰愚弄誰〉收錄於《艾歐密（英语：Iommi (album)）》
- 2000年 - 〈看在老天的份上2000〉收錄於《響亮搖滾（英语：Loud Rocks）》（與東尼·艾歐密和武當幫合唱）
- 2001年 - 〈烙鐵頭〉收錄於《陰謀論（英语：The Sinister Urge (album)）》（與羅伯殭屍合唱）
- 2003年 - 〈變化（英语：Changes (Black Sabbath song)）〉（與女兒凱莉·奧斯本合唱)
- 2003年 - 〈胎死腹中〉收錄於《受祝福的地獄騎士（英语：The Blessed Hellride）》
- 2005年 - 〈淚灑天堂〉（奧斯本夫妻發起的南亞海嘯賑災慈善合作[129]，響應的名人包括保羅·麥卡尼、艾爾頓·強、洛·史都華、小勞勃·道尼、安德烈·波伽利、菲爾·柯林斯、史萊許、史蒂芬·泰勒、達夫·麥卡根、瑪麗·布萊姬、粉紅佳人、關·史蒂芬妮、凱特·瑪露、喬許·葛洛班、羅比·威廉斯、羅尼·伍德、史考特·威倫（英语：Scott Weiland）與凱莉·奧斯本[130]）
- 2007年 - 〈審判日〉收錄於《解決方案》（與班尼·席格（英语：Beanie Sigel）合唱）
- 2007年 - 〈戰爭的主人〉收錄於《戰爭的主人（英语：Masters of War）》（與山脈（英语：Mountain (band)）樂團合唱）
- 2010年 - 〈鋼鐵人〉及〈偏執狂〉（在搖滾名人堂25週年演唱會與金屬製品合唱）[131]
- 2010年 - 〈釘死在十字架上〉收錄於《史萊許》
- 2010年 - 〈改變〉收錄於《好得很》（與阿姆合唱）

### 影像或配音
- 1986年 - 電影《靈異萬聖夜》 - 飾演牧師
- 1995年 - 電影《搗蛋雙寶（英语：The Jerky Boys: The Movie）》 - 飾演樂團經紀人
- 1998年 - 動畫《南方四賤客》 - 飾演自己（配音）
- 2000年 - 電影《魔鬼接班人（英语：Little Nicky）》 - 飾演自己
- 2001年 - 電影《紅磨坊》 - 綠仙子出場的笑聲（配音）
- 2002年 - 電影《王牌大賤諜3：夠MAN吧》 - 飾演自己
- 2007年 - 動畫《馴鹿羅比》 - 飾演牧師（配音）
- 2009年 - 遊戲《惡黑搖滾（英语：Brütal Legend）》 - 飾演金屬守護者（配音）
- 2011年 - 動畫《糯米歐與茱麗葉》 - 飾演小鹿（配音）
- 2011年 - 動畫《魚樂圈》 - 飾演食人妖（配音）
- 2013年 - 節目《霍華德·斯特恩點播》 - 飾演自己
- 2013年 - 影集《CSI犯罪現場》（第十三季第22集） - 飾演自己
- 2015年 - 動畫《泡泡孔雀魚（英语：Bubble Guppies）》 - 飾演席德（配音）
- 2016年 - 電影《魔鬼剋星》 - 飾演自己
- 2016年 - 動畫《七寶》 - 飾演淒涼公爵（配音）
- 2018年 - 動畫《糯爾摩斯》 - 飾演鹿（配音）
- 2020年 - 動畫《魔髮精靈唱遊世界》 - 飾演鞭擊王（配音）

## 外部連結
- 奧茲·奧斯本官方網站（页面存档备份，存于）
- 奧茲·奧斯本的Facebook專頁
- 奧茲·奧斯本的X（前Twitter）
- 奧茲·奧斯本的Instagram帳戶
- Ozzfest音樂節 （页面存档备份，存于）
- 史詩唱片公司的個人網頁